# Botany of Socotra
Botany of Socotra (abreviado Bot. Socotra) es un libro con ilustraciones y descripciones botánicas que fue escrito por el botánico escocés Isaac Bayley Balfour y publicado en el año 1888.